# Stederdorf (Wrestedt)
Stederdorf ist ein Ortsteil der Gemeinde Wrestedt im niedersächsischen Landkreis Uelzen. 

## Geografie und Verkehrsanbindung
Der Ort liegt nordöstlich des Kernbereichs von Wrestedt.
Mitten durch den Ort fließt die Stederau, ein Quellfluss der Ilmenau.
Östlich verläuft der Elbe-Seitenkanal.
Die evangelische Kirche St. Laurentius ist ein einschiffiger romanischer Feldsteinbau. Der Westturm und die Sakristei aus Backstein stammen aus dem Jahr 1894.